# ダナエ (ヤン・ホッサールトの絵画)
『ダナエ』（オランダ語: Danaë）は、ルネサンス期のフランドルの画家ヤン・ホッサールト（ヤン・マビューズ）が晩年の1527年に制作した絵画である。主題はギリシア神話に登場する女性で、英雄ペルセウスの母であるダナエとゼウス（ユピテル）の恋のエピソードから取られている。本作品はダナエを単独で描いた現存する最も早い絵画作品とされているが、ホッサールトの最も重要な絵画の1つであるにもかかわらず、その発注主や絵画の源泉など多くの点で不明瞭なままである。絵画の状態は良好で、現在はドイツ、バイエルン州ミュンヘンのアルテ・ピナコテークに所蔵されている。

## 主題
ダナエはアルゴス王アクリシオスの娘として生まれた。しかしアクリシオスは孫によって殺されると予言されたため、ダナエを塔ないし地下の一室に幽閉して男が娘に接触するのを断とうとした。しかし彼女に恋をしたゼウスは黄金の雨となってダナエに降り注いで交わった。その後ダナエが1子（後の英雄ペルセウス）を出産したのを見たアクリシオスは、自分の試みが失敗に終わったことを悟った。そして彼女とその息子を箱の中に入れて海に流した。箱はセリフォス島に漂着し、ダナエはその地でペルセウスを育てた。

## 作品

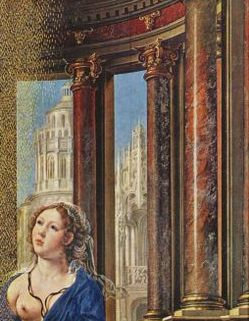
柱身に用いられている大理石の質感が見事に表現されている。その上にコリントス式柱頭と複数の牛頭装飾（ブクラニア）。画面右奥の2つの建物の上部は空が描かれた後に描き足された。

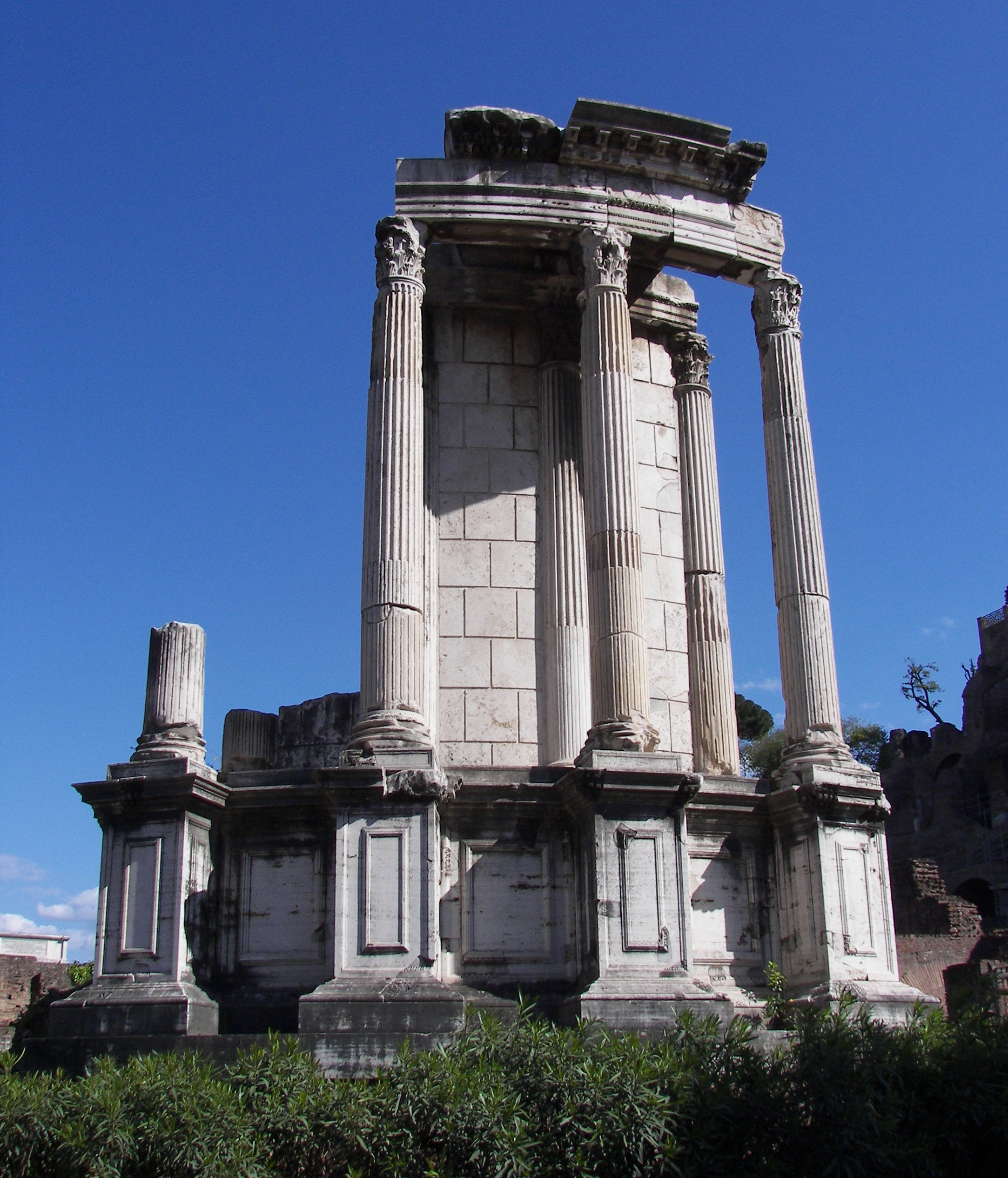
室内イメージの源泉と思われるフォロ・ロマーノのウェスタ神殿跡の外側。

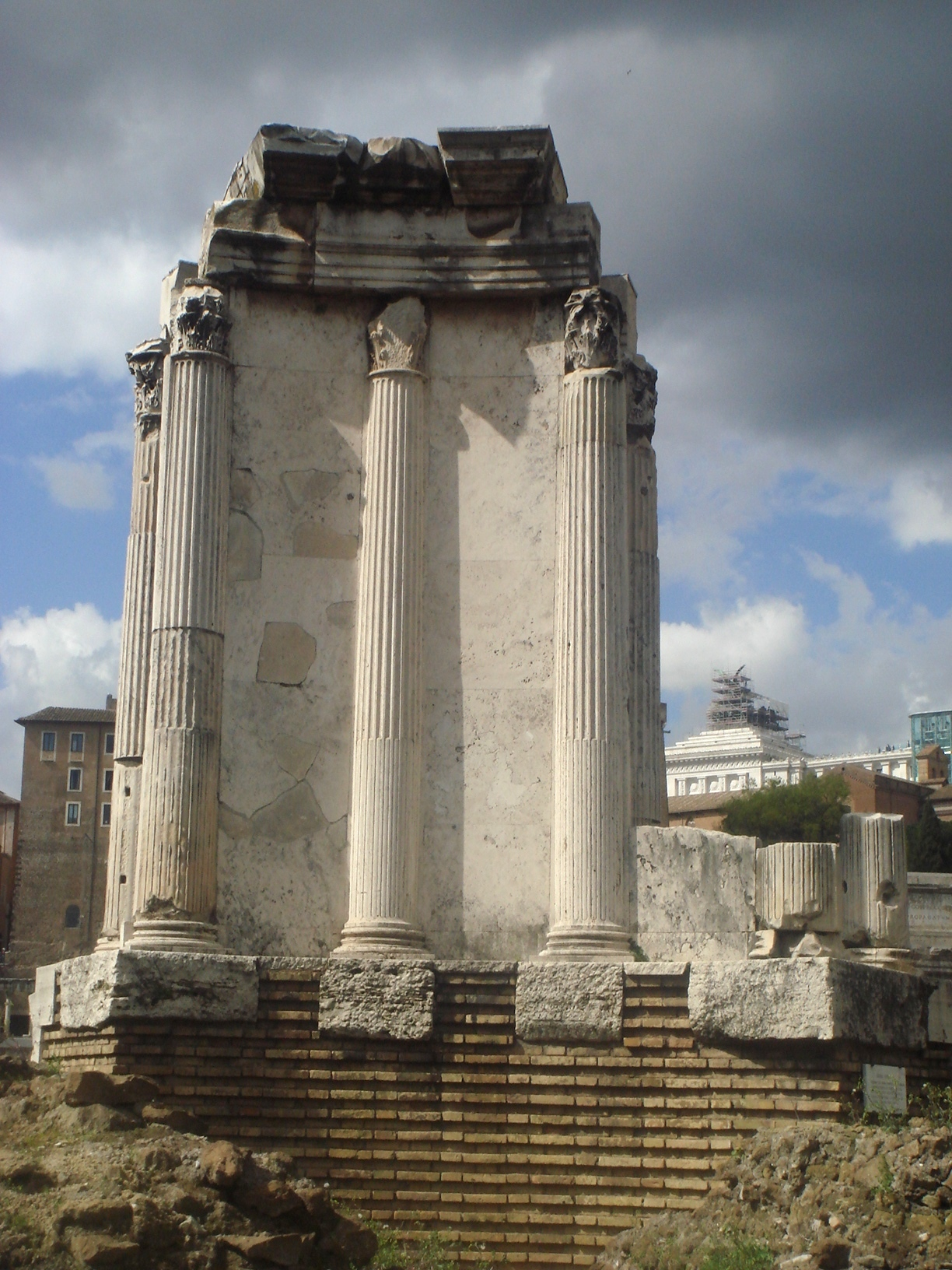
同じく内側。

ゼウスの変身した黄金の雨が天井の天窓から室内に入り込み、ダナエに降り注いでいる。ダナエは画面の中央に2つの赤いクッションを床に重ねて座り、恍惚とした表情で天井を見上げている。彼女の青色の衣服は肩から落ちて右の乳房を露わにしており、また両手は黄金の雨を受け入れるかのように衣服をつかんで引き上げ、開いた両脚を露わにしている。
ホッサールトはしばしば主題となる登場人物を建築学的なモチーフの中に置いた。本作品においてはダナエを古代ギリシア・ローマの神殿を思わせる赤い大理石の円柱に囲まれた、壮麗な半円形の空間の中に描いている。ホッサールトが室内装飾（とりわけ大理石の柱身）の質感表現に見せている強いこだわりは伝統的なフランドル絵画の特徴である。磨き抜かれた細身の柱身はコリント式柱頭を持ち、基台部分には柱身と同じ材質のパネルがはめこまれている。上部には複数の金色の牛頭で飾られた帯状装飾と半円状の天井がある。また絵画前景上部の楣石中央は植物の模様とケルビムの頭で装飾されている。
ダナエが幽閉された一室に古代的な建築モチーフが使われているのに対し、画面奥に描かれた都市風景は中世的であり、古代と中世の幻想的な混交によって空間が構成されている。背景の建築物は左からそれぞれ、イタリアのルネッサンス期の宮殿、中世の小塔（タレット）、北イタリアの教会の塔、および鋭く尖った小尖塔と男性の裸体の彫刻が飾られた円柱を持つ後期ゴシック建築であり、いずれも異なる建築様式で描かれている。ダナエと室内は左からのライトによって均等に照らされている。絵画は下から見られることを意図されている。鑑賞者の視線の高さはダナエの腹部にあり、およびそのライン上のポイントで収束する古典的な遠近法を用いているが、対して背景の建築物はそれとは無関係に描かれている。ホッサールトのサインと日付は床石側面に刻まれたラテン語碑文として記されている。

## 制作

### 制作経緯
ホッサールトの主要なパトロンであったブルゴーニュのフィリップは1524年に死去しており、彼が生前に発注したものなのか、それともその後ホッサールトのパトロンとなったクレーフェのフィリップあるいはブルゴーニュのアドルフが発注したのかどうかという疑問については不明のままである。

### 絵画の源泉
古代のフレスコ画とモザイクにおけるダナエの表現は当時は知られていなかったため、ホッサールトはそれらを参照できなかった。イメージの源泉として考えられるのは人気のコレクションアイテムだった古代の宝石、コイン、メダリオン、カメオなどの美術工芸品で、実際にブルゴーニュのフィリップはメダリオンやコイン、カメオについてかなりの規模のコレクションを所有していた。それらの多くは彼がホッサールトとともにローマに滞在した1508年から1509年に取得されたと思われる。
円柱に囲まれた室内イメージについては、フォロ・ロマーノのウェスタ神殿がその源泉ではないかと考えられている。おそらくホッサールトはローマ旅行の際にウェスタ神殿をデッサンしたのだろう。ただし、室内の様子は実際のウェスタ神殿とは異なっている。本作品では円柱は室内に並んでいるが、ウェスタ神殿では神殿の外部に並んでいる。

### 制作過程
最新技術による絵画の調査はホッサールトの絵画の手法を再構成するのを助けてくれる。下絵の形態はカートゥーン（紙に描かれた原寸大の下絵）から転写したことを示している。
画家が円柱のために彫り込んで引いた罫線はダナエのエッジを部分的に通過している。線がX線写真に現れないことから下塗りの上に着彩の過程半ばで用いられたと思われる。早い段階でこのような手法を用いることは着彩された形象のエッジと輪郭をくっきりさせる利点がある。軽い着彩によって配置されたストロークは柱身の丸みを強化し、さらにハイライトに注意を惹くためにスタイラスを使っている。画面右の2つの建築物の頂上部分は最終段階で追加された。中央のダナエの頭上の建築物のドームは空が描かれた後に上から描かれ、右の建築物の先端部の構造はフランボワイアン・ゴシック様式に変更された。遅い段階でこれらの変更が加えられたのは、当時流行していた様式で建築物を描くことを彼のパトロンかあるいはホッサールト自身が望んだためだろう。
上部前景のケルビムおよび植物の装飾は完成された楣石の上に描かれ、天井の4つの天窓もまた最終段階で追加された。ホッサールトは円柱の基台と主要部分、牛頭装飾、および楣石などの黄金の装飾をすべて鉛錫黄で描く一方、ゼウスの黄金の雨のために実際の金を使用している。ホッサールトは黄金の雨にボリュームをつけるため、媒染剤を塗った金箔、シェルゴールド（shell gold）と呼ばれる粉末状の金による天然顔料、および背景の暗い場所に白に近い色を小さい筆さばきで描くという3つの方法で小さい滴を作った。

## 解釈と研究史

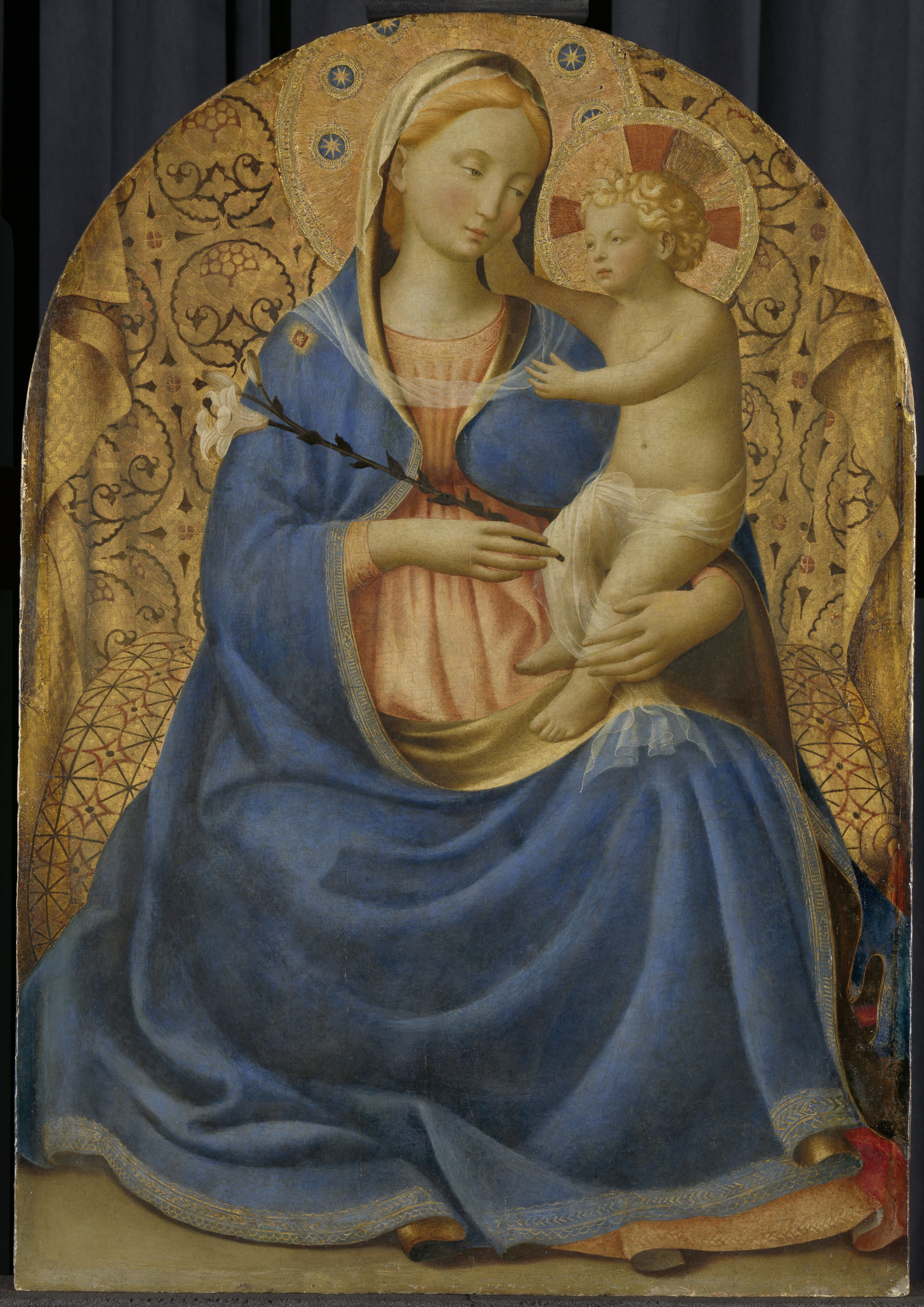
フラ・アンジェリコによる『謙譲の聖母』の1例。多くの作品で聖母マリアは青色のローブを身にまとった姿で描かれている。1440年頃、アムステルダム国立美術館所蔵。

本作品のダナエは聖母マリアとの共通点が見られる。例えばダナエは床に座しているが、その座り方は《謙譲の聖母》像を思わせる。《謙譲の聖母》もまた幼子キリストを抱きながら地に座る形で表現される。またダナエは青い衣装を身にまとっているが、青は天の真実を意味する色であり、しばしば聖母マリアの衣装に用いられた。
中世において他の古代神話がそうであったようにダナエもまたキリスト教化された。その結果、ダナエは相反する2つの寓意的解釈によって捉えられた。純潔を保つために塔ないし地下の一室に閉じ込められたという神話から貞潔な女性や純潔の象徴となり、聖母マリアの処女懐胎を予兆するものと考えられた。これに対し、黄金の雨に変身したゼウスとの間にペルセウスを生んだとする神話は、金銭のために自身の純潔を売り渡したと解釈され、堕落した女性の象徴ともなった。ティツィアーノがダナエを描いたことで西洋絵画におけるダナエのイメージは後者が主流となった。
美術史家エルヴィン・パノフスキーの研究以降、本作品は前者の純潔の寓意、聖母マリアの予兆としてのダナエとされた。パノフスキーは14世紀イギリスのフランシスコ修道会のジョン・ライドウォールによる『フルゲンティウス・メタフォラシス』（Fulgentius metaforalis）に見出される《プディチティア型》に基づき、純潔の寓意として考察した。またパノフスキーは金色の雨によるダナエの受胎がキリストの処女マリアの概念を予告するものとして解釈した他の14世紀の文献についても言及した。
しかしこうした寓意的意味や聖母像と共通する表現にもかかわらずホッサールトの『ダナエ』は官能的である。当初はレオポルド・エットリンガー、ウィリアム・セバスチャン・ヘクシャー、サジャ・ヘルツォーク（Sadja Herzog）、マドリン・カーリ（Madlyn Kahr）、ラリー・シルバー（Larry Silver）、クレイグ・ハービソンといった研究者がパノフスキーの見方を継承発展させたが、ダナエの肉体の官能的な魅力を認めたシルバーとハービソンの研究は絵画の再考を促すこととなった。

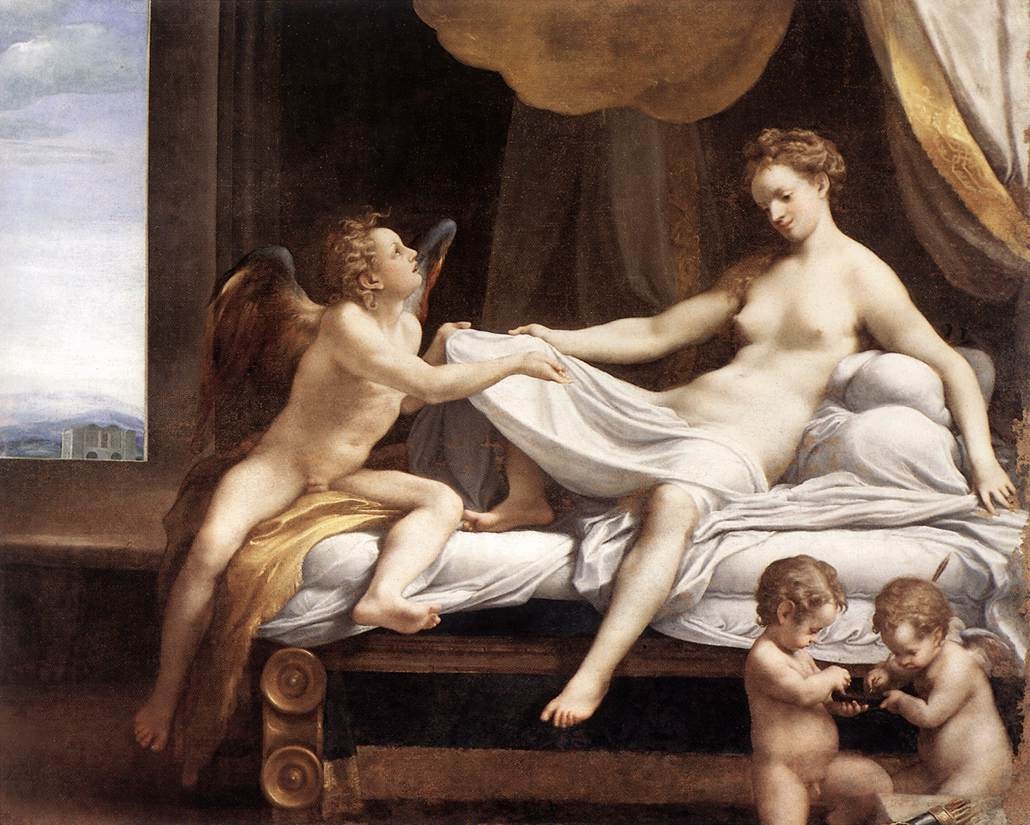
コレッジョの1531年頃の作品『ダナエ』。ローマ、ボルゲーゼ美術館所蔵。コレッジョは北イタリアにおける人文主義の中心の1つであったマントヴァのゴンザーガ家の依頼で『ダナエ』を描いた。ティツィアーノがその後の絵画イメージを決定づけた『ダナエ』を描くのはさらにその13年後である。

現在ではパノフスキーの見解は覆されたと言ってよい。ハラルド・オルブリッヒ（Harald Olbrich）は絵画の官能性の考察をもとにそれまでの解釈に疑念を持った最初の研究者であり、その後、エリック・ジャン・スライテル（Eric jan Sluijter）はホッサールトの『ダナエ』の外見や、仕事の環境、またホッサールトが描いた他の神話画についての考察からこれらの解釈を論駁した。彼はホッサールトの絵画を中世の寓意的解釈の伝統の中に位置するのではなく、コレッジョが本作品の4年後に描いた『ダナエ』（1531年頃）に先行する官能的表現であり、同時代に流行する絵画表現を先導したと見なし、また中世的解釈以上にダナエの官能性を大胆に強化したホッサールトの表現をパトロンであったブルゴーニュのフィリップおよびクレーフェのフィリップの洗練された人文主義的環境に由来するとした。実のところ、ブルゴーニュのフィリップや彼に雇用された人文主義者ジェラルド・ゲルデンハウアーによって賞讃されたデジデリウス・エラスムスは神と異教の主題を合成することに反対した。この点から『ダナエ』が中世的な寓意解釈によって描かれたことは考えにくく、むしろ神話に関する古代から中世の文献をもとに描かれたと考えられる。